# Afroamericans a Alaska
El terme afroamericans a Alaska defineix a aquells que formen part del grup humà dels afroamericans que radiquen a l'estat d'Alaska. Aquest estat és un dels estats dels Estats Units que té un menor número i percentatge de població afroamericana. Segons el cens del 2000 a Alaska hi havia 21.787 residents negres, que representaven el 3,5% de la seva població total. El 2016 hi havia 23.263 negres a Alaska d'un total de 710.231 habitants a l'estat.

## Història

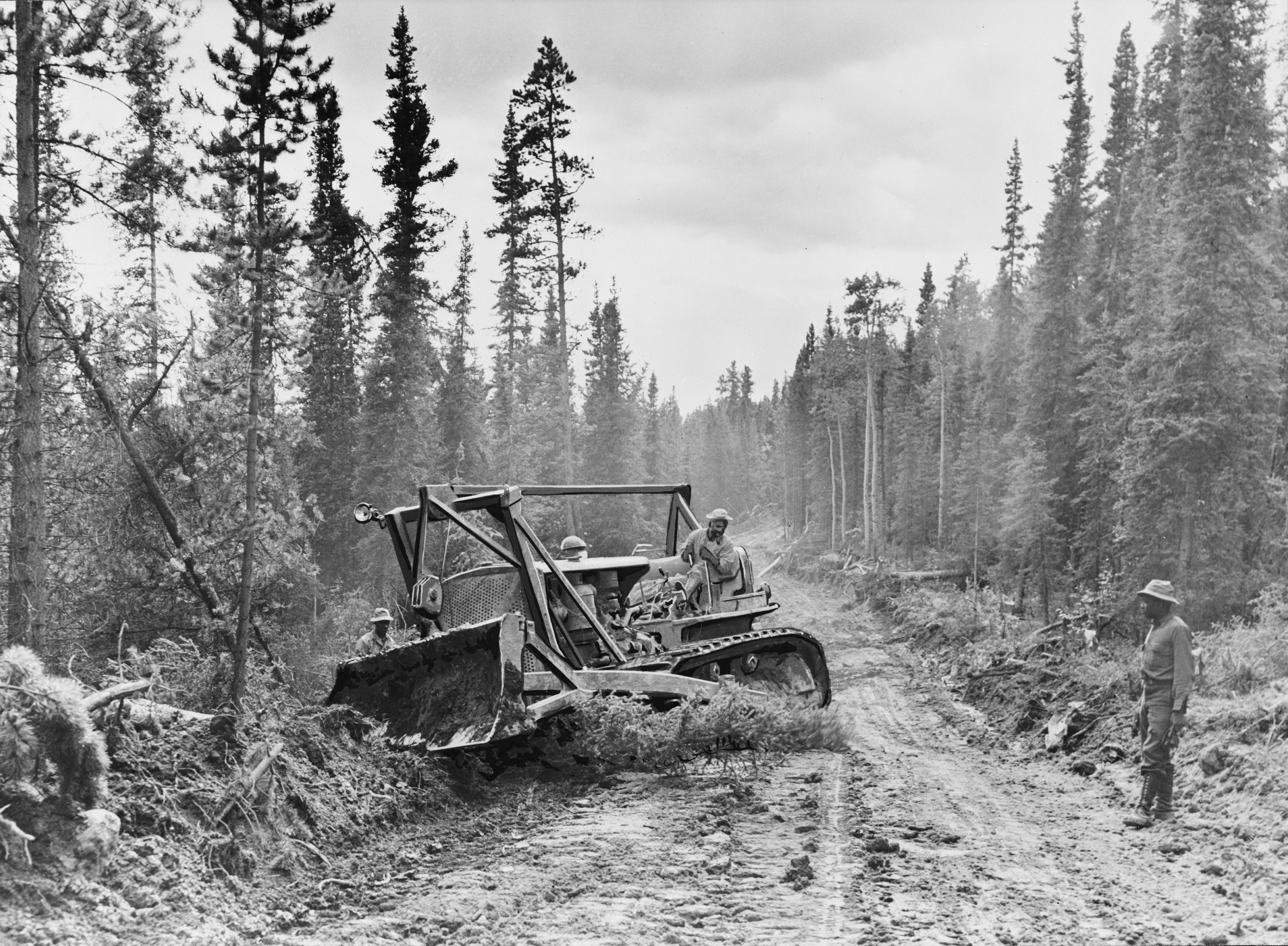
Afroamericans treballant en la construcció de l'Autopista Alaska el 1942

Durant la Febre de l'or d'Alaska, a la dècada de 1890 ja hi van haver afroamericans que es van assentar a l'estat. Però fou després de la Segona Guerra Mundial quan hi va haver un gran nombre d'afroamericans que van anar a Alaska per a buscar-hi oportunitats econòmiques.
El 1942 hi va haver més de 3000 constructors negres que foren enviats a Alaska per a treballar en la construcció de l'Autopista Alaska en unitats totalment segregades, en les quals les unitats negres tenien pitjors condicions que les dels blancs. A més, durant la batalla de les Illes Aleutianes de la Segona Guerra Mundial, hi va haver batallons negres que hi estaven destinats.

## Demografia
Les ciutats d'Alaska en les quals hi ha més afroamericans són Anchorage (són negres el 5,9% de la seva població) i Fairbanks (en són el 4,43%). Les ciutats en les quals hi ha una proporció més alta d'afroamericans són Fort Wainwright (20,85%) i Fort Richardson (20,49%). Hi ha 129 pobles d'Alaska en les quals no es comptabilitza cap habitant afroamericà. Es considera que a Alaska hi ha hagut menys episodis de racisme que als altres estats dels Estats Units.

## Afroamericans i organitzacions d'afroamericans destacats
Entre els afroamericans d'Alaska més destacats hi ha l'exalcalde de Fairbanks, James C. Hayes (1992-2001). Aquest, juntament amb el Blacks in Alaska Project dirigit per George T. Harper, han ajudat a millorar l'apreciació sobre l'aportació dels afroamericans a Alaska. L'objectiu d'aquesta organització és documentar i mantenir les contribucions dels afroamericans a Alaska, recollint i conservant fotos, documents i fent històries orals sobre els negres d'Alaska.